# 137 v. Chr.
Portal Geschichte | Portal Biografien | Aktuelle Ereignisse | Jahreskalender | Tagesartikel

◄ |
3. Jahrhundert v. Chr. |
2. Jahrhundert v. Chr. |
1. Jahrhundert v. Chr. |
►

◄ | 150er v. Chr. | 140er v. Chr. | 130er v. Chr. | 120er v. Chr. |
110er v. Chr. |
►

◄◄ | ◄ | 140 v. Chr. | 139 v. Chr. | 138 v. Chr. | 137 v. Chr. |
136 v. Chr. |
135 v. Chr. |
134 v. Chr. |
► |
►►
Staatsoberhäupter

## Ereignisse
- Tiberius Sempronius Gracchus wird römischer Quästor in Hispanien.
- Die Römer erobern den Nordwesten der Iberischen Halbinsel.

- um 137 v. Chr.: Phraates II. wird nach dem Tod seines Vaters Mithridates I. König des Partherreichs.

## Geboren
- Zhao Chongguo, chinesischer General († 52 v. Chr.)

## Gestorben
- Diodotos Tryphon, König des Seleukidenreichs in Syrien

- um 137 v. Chr.: Mithridates I., parthischer König (* um 195 v. Chr.)